# رین موریتا
رین موریتا (ژاپنی: 森田 凜؛ زادهٔ ۱۴ فوریهٔ ۲۰۰۲) یک بازیکن فوتبال اهل ژاپن است.
از باشگاه‌هایی که در آن بازی کرده‌است می‌توان به باشگاه فوتبال توکوشیما ورتیس اشاره کرد.